# Joseph Brooks
Joseph „Joe“ Brooks (* 11. März 1938 in New York City; † 22. Mai 2011 ebenda) war ein US-amerikanischer Drehbuchautor, Regisseur, Filmproduzent und Komponist.

## Leben
Zu Beginn seiner Laufbahn war er erfolgreich als Komponist für Werbe-Jingles tätig.
Große Bekanntheit erlangte Brooks durch das Lied „You Light Up My Life“, das er für den gleichnamigen Film (deutscher Titel: Stern meines Lebens) schrieb und das in der Folge in zahlreichen anderen Filmen und Fernsehserien verwendet wurde.
Die von Debby Boone eingesungene Version belegte ab Oktober 1977 für zehn Wochen in Folge Platz eins der US-Charts – dieser Wert wurde erst 1992 von Boyz II Mens End of the Road übertroffen. Die Single verkaufte sich allein in den Vereinigten Staaten über vier Millionen Mal, so oft wie kein anderes Lied in den 1970er-Jahren. Als Autor des Songs wurde Brooks unter anderem mit einem Grammy, einem Oscar und einem Golden Globe ausgezeichnet.
Im Juni 2009 wurde Brooks wegen sexuellen Missbrauchs angeklagt. Unter dem Vorwand, sie könnten sich für eine Filmrolle vorstellen, hatte er zwischen März und Mai 2008 vier Frauen in sein Apartment gelockt, dort mit Alkohol betrunken gemacht und schließlich zu sexuellen Handlungen gezwungen. Die Anklagepunkte umfassten Vergewaltigung, sexuellen Missbrauch, kriminelle sexuelle Handlungen, Belästigung und weitere Vergehen. Brooks wurde am 23. Juni 2009 in 91 Fällen für schuldig befunden.
Am 22. Mai 2011 wurde er in seinem New Yorker Appartement tot aufgefunden. Nach Polizeiangaben handelte es sich aller Wahrscheinlichkeit nach um Suizid.
Joseph Brooks hinterließ zwei Kinder aus seiner zwischenzeitlich geschiedenen Ehe. Sein Bruder Gilbert Kaplan, ein US-amerikanischer Unternehmer und Wirtschaftsjournalist, wurde als Amateurdirigent weltweit bekannt durch seine Interpretation der 2. Sinfonie Gustav Mahlers.

## Werk

### Filme
- 1977: Stern meines Lebens (You Light Up My Life) (Regisseur/Dirigent)
- 1978: Wenn ich dich wiedersehe (If I Ever See You Again) (Regisseur/Dirigent)
- 1980: Headin’ for Broadway (Regisseur/Dirigent)
- 1983: Eddie und die Cruisers (Eddie and the Cruisers) (Regisseur/Dirigent)
- 1985: Einladung zur Hochzeit (Invitation to a Wedding) (Regisseur/Dirigent)
- 1999: Sara’s Life Before It Became a Movie (Regisseur/Dirigent)

### Filmmusik
- 1974: Brooklyn Blues – Das Gesetz der Gosse  (The Lords of Flatbush)
- 1983: Eddie and the Cruisers

### Theater
- 1989: West-End-Musical Metropolis (Komponist, Ko-Liedtexter)
- 2005: Broadway-Musical In My Life (Autor, Komponist, Liedtexter)

## Auszeichnungen
- Preis der ASCAP
- Golden Globe in der Kategorie Bester Filmsong für You Light Up My Life
- Grammy in der Kategorie Song des Jahres für You Light Up My Life
- Oscar in der Kategorie Bester Song für You Light Up My Life